# Schizomyia cocculi
Schizomyia cocculi är en tvåvingeart som beskrevs av Mani 1954. Schizomyia cocculi ingår i släktet Schizomyia och familjen gallmyggor. Inga underarter finns listade i Catalogue of Life.